# Kalumburu
Kalumburu – osada w stanie Australia Zachodnia i zarazem położone najdalej na północ osiedle ludzkie w tym stanie. Liczy 413 mieszkańców (2006), w ogromnej większości Aborygenów. Powstała w 1937 jako misja zakonu benedyktynów. W czasie II wojny światowej nad wioską toczyły się walki między lotnictwem australijskim i japońskim, była też bombardowana. Do 1951 nosiła nazwę Drysdale River Mission. 
Kalumburu jest znacznie oddalone od większych ośrodków - najbliższa przejezdna przez cały rok droga znajduje się blisko 270 km od osady, a szpital ok. 570 km. W wiosce funkcjonuje niewielki ośrodek zdrowia, zaś w przypadkach nagłych pacjentom pomagają lekarze z Royal Flying Doctor Service of Australia.